# Maxime Kaltenmark
Maxime Kaltenmark, dit Max Kalterman, né en 1910 et mort en 2002, est un sinologue français, d'origine autrichienne.
Entre 1949 et 1953, il dirigea le Centre d'études sinologiques de Pékin de l'École française d'Extrême-Orient. Il fut ensuite directeur d'études à l'École pratique des hautes études, à Paris, jusqu'en 1979.

## Publications
- Lao Tseu et le taoïsme, Seuil, 1994, 189 p.
- La philosophie chinoise, PUF, 4° éd. 1994, 122 p.
- traduction du Liexian Zhuan (Biographies légendaires des Immortels taoïstes) : Le Lie-sien tchouan. Biographis légendaires des Immortels taoïstes de l'antiquité, trad. Maxime Kaltenmark, Collège de France, 1987, III-225 p.